# Ronan Parke
Ronan Parke (ur. 8 sierpnia 1998 w Poringland w Wielkiej Brytanii) – angielski wokalista, finalista piątej edycji programu Britain’s Got Talent. Swój debiutancki album, wydał 24 października 2011 roku. Artysta planuje wydać swoją nową płytę "EVOLUTION" w 2014 roku.

## Kariera

### Britain’s Got Talent!
Pojawiwszy się w Londynie na castingu piątej edycji Britain’s Got Talent, Ronan wykonał piosenkę Feeling Good przed jury, w którego skład weszli: Amanda Holden, Michael McIntyre oraz Louis Walsh. Występ spotkał się z owacjami na stojąco, Ronan zaś stał się jednym z faworytów do finału. W półfinale zaśpiewał utwór Make You Feel My Love, Boba Dylana, w finale natomiast zaprezentował Because of You, Kelly Clarkson. Ostatecznie zajął drugie miejsce, przegrywając z Jai McDowallem, jednak wkrótce po zakończeniu programu otrzymał propozycję współpracy z wytwórnią Sony Music. 12 czerwca 2011 roku Ronan wyruszył w trasę koncertową z uczestnikami piątej edycji Britain’s Got Talent, która trwała do 26 czerwca. Repertuar pokrywał się z piosenkami wykorzystanymi w programie, z tą różnicą, iż w balladzie "Make You Feel My Love" akompaniował mu pianista Paul Gbegbaje - również uczestnik.

### 2011
10 lipca w Weston-super-Mare wziął udział w plażowym koncercie emitowanym przez Channel 4. Zapowiedziany przez Davida Hasselhoffa, zaśpiewał z alternatywnym tekstem piosenkę "Forget You", autorstwa Cee Lo Greena.
Pierwszy teledysk promujący płytę do piosenki "A Thousand Miles", oryginalnie wykonanej przez Vanessę Carlton, został wydany w wykonaniu Ronana 14 września 2011. Piosenkami "Forget You", "Ben" jak również "Smile" uczcił pamięć Michaela Jacksona podczas koncertu w Blackpool Opera House 28 sierpnia 2011 roku.
6 sierpnia 2012 roku Ronan wydał swój autorski utwór "We Are Shooting Stars", mający promować jego nadchodzący drugi krążek.

### 2012
6 sierpnia wokalista wydał singiel "We Are Shooting Stars". W grudniu zaś wydał EP-kę, ze świąteczną piosenką "Not Alone This Christmas".

### 2013
Artysta wydał w lipcu singiel pod tytułem "Move", a następnie teledysk do niego.

### 2014: Nowy album
Na początku stycznia, piosenkarz wydał singiel zatytułowany "Defined", jako wsparcie ofiar oraz sprzeciw wobec znęcaniu się i zastraszaniu. Wykonawca zapowiedział przekazanie 50% zebranych środków z tytułu sprzedaży singla na rzecz organizacji KidScape, walczącej ze znęcaniem się i zastraszaniem dzieci m.in. w szkołach (bullying).

## Dyskografia
Albumy
- 2011 – Ronan Parke
- 2014 – "EVOLUTION"

Single
- 2011: "A Thousand Miles"
- 2012: "We Are Shooting Stars"; "Not Alone This Christmas" (feat. Luciel Johns)
- 2013: "Move"
- 2014: "Defined"